# Traťová značka
Traťová značka je termín užívaný v legislativě pro značky související se stavebně-technickou správou trati (například kilometrovníky a mezníky). Traťové značky jsou v Česku zmíněny v § 20, 37 a 59 vyhlášky č. 177/1995 Sb., kterou se vydává Stavební a technický řád drah.
Neoficiálně se toto označení někdy používá i pro neproměnné traťové návěstidlo, které je drážní obdobou silniční dopravní značky, informuje o vlastnostech trati a přikazuje způsob jízdy. Základní návěsti a návěstidla stanoví v České republice příloha č. 1 vyhlášky č. 173/1995 Sb., kterou se vydává Dopravní řád drah. Provozovatel dráhy může stanovit i další návěsti. 

## Traťové značky podle Stavebního a technického řádu drah
Traťové značky, které nejsou návěstidly, jsou stanoveny v § 20, 37 a 59 vyhlášky č. 177/1995 Sb., kterou se vydává Stavební a technický řád drah. Traťové značky se umisťují zejména na železničních drahách včetně metra a na úsecích tramvajových drah na samostatném zemním tělese. Podoba těchto značek není obecně závaznými předpisy přímo předepsána, může si ji určit provozovatel dráhy nebo může být dána technickými normami.
- Hraniční znaky (mezníky) vymezují pozemek železniční dopravní cesty. Umisťují v lomových bodech hranice obvodu pozemků, v přímých úsecích hranice obvodu pozemků mohou být mezníky vzdáleny nejvýše 200 m.
- Staničníky (kilometrovníky, hektometrovníky) vyznačují kilometrickou polohu kolejí od začátku do konce příslušné trati. Staničníky s lichým číselným údajem o kilometráži se osazují vlevo ve směru staničení tratě, staničníky se sudým číselným údajem se osazují vpravo. Mohou se upevňovat i jako tabulové na nosné konstrukce, u vícekolejných elektrizovaných tratí zpravidla oboustranně. U speciální dráhy (metro) se umisťují staničníky po pravé straně každé koleje ve směru jízdy.
- Značky k  zajištění projektované polohy koleje
- Pořadová čísla nebo písmena se užívají k označení traťových zařízení. Na železničních tratích musí být takto označena všechna traťová zařízení (např. stožáry, sloupy) mimo železničního spodku, a to v pořadí ve směru od nultého kilometru trati. Na speciální železniční dráze (metro) musí být podle Dopravního řádu drah čísly nebo písmeny (jedinečnými v rámci stanice) označeny koleje, výhybky, zařízení pro boční ochranu koleje a návěstidla.

## Další značky, které nejsou stanoveny obecně závaznými předpisy
- Začátek a konec ozubnice
- Sklonovník – tabulky označující délku úseku a sklon (stoupání nebo klesání) trati v promile. Jejich umístění dnes žádný obecně závazný právní předpis přímo nepožaduje. U tratí Správy železnic je upravuje předpis provozovatele dráhy.